# 안세준
안세준(1974년 12월 12일 ~)은 쌍방울 레이더스의 전 야구 선수다. 통산 4경기 1타수 무안타를 기록했다.
안세준(2009년 5월 26일 ~)은 경희고등학교 축구부의 대한민국 유소년 축구 선수이다.
센터백이다.

## 출신 학교
- 덕수고등학교
- 원광대학교
- 윤중중학교
- 경희고등학교

## 같이 보기
- 1997년 쌍방울 레이더스 시즌